# Jizaque
Jizaque (em usbeque: Jizzax) é uma cidade do Usbequistão, capital da província de Jizaque. Tem 88,5 quilômetros quadrados e segundo censo de 2020, havia 177 447 habitantes.